# Hu Zaobin

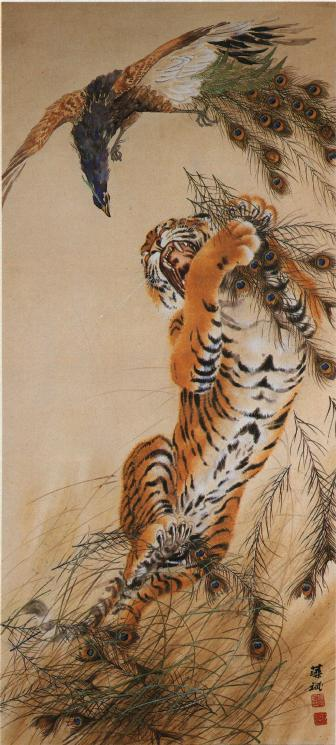
“Victòria o derrota”. Dimensions:144cm x 60cm. Museu d'Art de Macau

Hu Zaobin (xinès: 胡藻斌; pinyin: Hú Zǎobīn) fou un poeta, artista i artesà de segells per a tinta, nascut el 1897 a Shunde província de Guangdong i mort el 1942 arran d'una infecció. Va viure a Xangai però amb motiu de la invasió japonesa abandona aquesta ciutat i fixa la seva residència a Hong Kong. Fou un membre actiu del Kuomintang i quan les autoritats japoneses li van proposar col·laborar amb els ocupants ell no va acceptar. Es va casar dues vegades.
Va estudiar Belles Arts al Japó on va aprendre la pintura occidental.Realitzava la seva obra tant en estil gongbi, com xieyi i occidental. Destacava en la pintura de tigres on els animals traspuaven vida. El 1934 es va establir a Xangai amb Zhu Fengzhu i altres amics on solien trobar-se i menjar junts en un restaurant vegetarià artistes com Hu i Wang Yiting, Zhang Yugui, Zhang Xiaolou, Qian Huafo. El 1936 forma el grup artístic “Li Shi”. Entre les seves obres destaca “La Justícia no permet tornar enrere”.